# Lurøy
66°25′9″N 12°50′41″Ø / 66.41917°N 12.84472°Ø
Lurøy er en kommune i landskapet Helgeland i Nordland fylke i Norge.

## Geografi
Den grænser i nordøst til Rødøy og i øst til Rana. Over fjordene i syd ligger Nesna og Dønna, ude i havet i vest er Træna. Den er beliggende tæt op til Polarcirklen. Kommunecenteret ligger delt mellem øerne Lurøy og Onøy, sammenlænket med bro og udrustet med nyt rådhus på Onøy i 2005. Andre øer er Lovund med omkring 300 indbyggere, Hestmona, Nesøya, Aldra og omkring 1.372 mindre øer og skær. Kystrigsveien (Rigsvej 17) passerer gennem Lurøy i Stokkvågen.

### Naturværnsområder
- Lovunda/Lundeura naturreservat
- Sandværet landskabsbeskyttelsesområde
- Risværet naturreservat
- Grønsvik hærkystfort

## Historie
Kommunen blev oprettet i 1837.
Ved et møde på Lurøy tingsted blev det i 1775 vedtaget at etablere en omgangsskole i Rødøy
prestegjeld, hvor Lurøy var en af fire fjerdinger; den havde sine årlige runder fra 1780 til
1891, afbrudt af en nybygget fast skole på Snertneset, Onøy (1847-1860).
Lurøy blev selvstændigt prestegjeld i 1823.
Kirken er et kulturminde i kommunen, og kirkestedet hvor kirken er placeret, har været det samme siden den første kirke blev bygget en gang i 1400-tallet. Nutidens kirke er en korskirke fra 1812, den sjette eller syvende kirke på dette sted, og er kommunens tusenårssted.